# 城屋の揚松明
城屋の揚松明（じょうやのあげたいまつ、あげだいまつ）とは、京都府舞鶴市字城屋のお祭り。京都府無形民俗文化財に指定されている。

## 概要
雨引（天曳）神社で行われる大蛇退治の伝説による祭礼。
古くは深夜0時頃から始められていたが、近年は、20時頃に少年たち（氏子）が集まり川で身を清めた後、22時ごろにはそれぞれが小松明を持ち5丈3尺（約16m）以上の大松明にむかって叫びながら投げ、点火するもの。充分に火が点灯したのちは、氏子たちが大松明を倒すが、その様相や舞う火の粉の光景は壮大。

## 開催状況
- 毎年8月14日

2005年（平成17年）には450周年を迎えた。

## 文学
- 高村薫の小説「神の火」の舞台としても使われた。

## 所在地・アクセス
- 京都府舞鶴市城屋
  - 直近までの公共交通機関はない。
  - また、祭り当日は、交通規制は敷かれ、車両通行はできなくなる。